# Korjivka, Nemîriv
Korjivka (în ucraineană Коржівка) este localitatea de reședință a comunei Korjivka din raionul Nemîriv, regiunea Vinnița, Ucraina.

## Demografie
Componența lingvistică a localității Korjivka
     Ucraineană (98,02%)
     Rusă (1,58%)
     Alte limbi (0,4%)
Conform recensământului din 2001, majoritatea populației localității Korjivka era vorbitoare de ucraineană (98,02%), existând în minoritate și vorbitori de rusă (1,58%).